# Pantaloni cargo

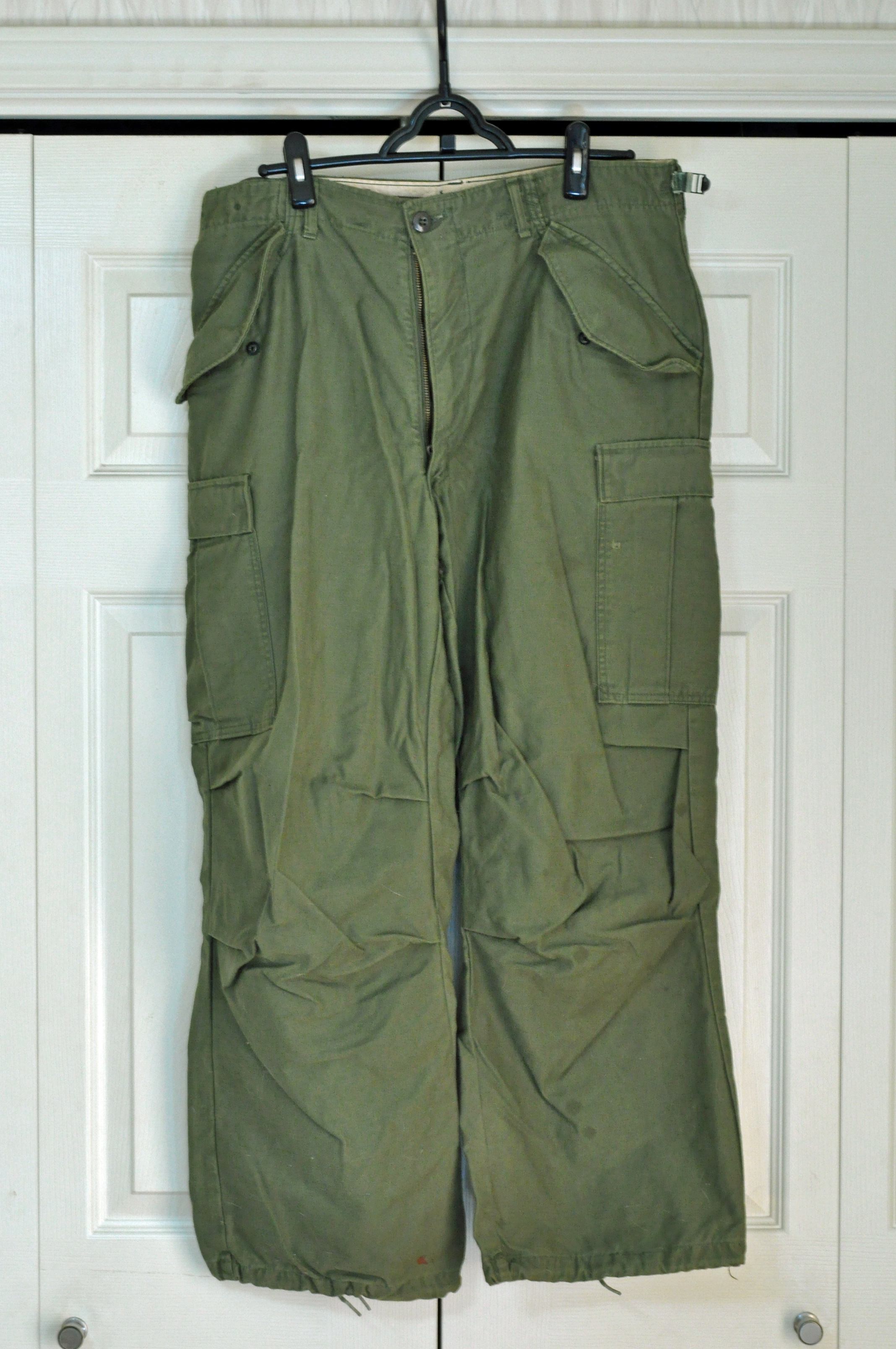
Pantaloni cargo

I pantaloni cargo (in inglese cargo pants) sono un tipo di pantaloni larghi, a seconda dei casi lunghi o corti, e con grandi tasche.

## Storia
I pantaloni cargo risalgono alla fine degli anni trenta del ventesimo secolo. Originariamente, l'indumento, faceva parte del battle dress (lett. "abito da battaglia") utilizzato dalle forze armate britanniche e aveva lo scopo di facilitare i movimenti dei soldati che lo indossavano. Tali pantaloni disponevano inoltre di grandi tasche, ideali per contenere oggetti da portare sul campo di battaglia. Poco più tardi, anche l'esercito statunitense iniziò a servirsi di pantaloni simili.
Nel 1942, William Yarborough, al quale era stato affidato il compito di rendere più efficienti le tute dei paracadutisti, fece sostituire le precedenti tute monopezzo con altre composte da due pezzi e alle quali venne dato il nome di M42; i pantaloni che le componevano erano la naturale evoluzione del sopracitato indumento britannico. Negli stessi anni, i pantaloni da paracadutista iniziarono a essere chiamati "cargo". La praticità dei cargo li rese parte dell'abbigliamento di escursionisti, arrampicatori, campeggiatori, cacciatori e pescatori fra gli anni cinquanta e gli anni settanta, ma fu solo a partire dagli anni ottanta che, per la prima volta, divennero pienamente parte dell'abbigliamento civile. Durante il decennio seguente, divennero parte dell'abbigliamento hip hop, specialmente per quanto riguarda le sue sottoculture più underground, come il gangsta rap. Sempre nello stesso decennio, i cargo si affacciarono per la prima volta nell'alta moda. Divennero il capo più venduto della primavera 2003.
I pantaloni cargo continuano ad essere utilizzati al giorno d'oggi.